# Kakod
Kakod (hindi काकोड) – miasto w północnych Indiach w stanie Uttar Pradesh, na Nizinie Hindustańskiej.
Populacja miasta w 2001 roku wynosiła 7119 mieszkańców.